# Sedlo u Petrových kamenů
Sedlo u Petrových kamenů (również Sedlo pod Vysokou holí) – przełęcz o wysokości 1431 m n.p.m. w północno-wschodnich Czechach, w Sudetach Wschodnich, w paśmie górskim Wysokiego Jesionika (cz. Hrubý Jeseník) oraz jego części w Masywie Pradziada (cz. Pradědská hornatina) pomiędzy szczytami gór Vysoká hole i Petrovy kameny, na historycznej granicy Śląska i Moraw oraz na granicy gmin Loučná nad Desnou i Malá Morávka.

## Charakterystyka

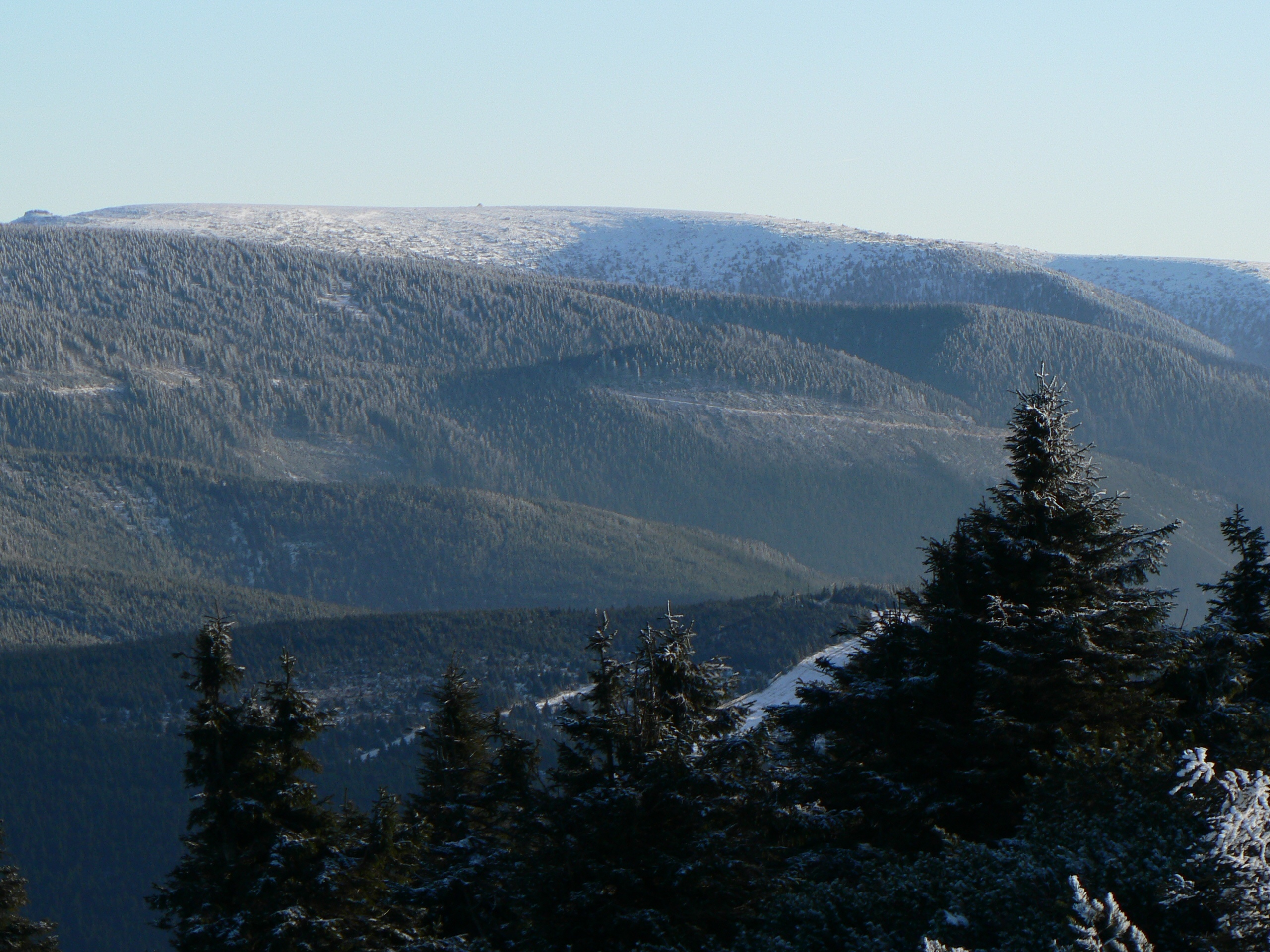
Widok z góry Červená hora na górę Vysoká hole z widoczną z lewej u góry przełęczą Sedlo u Petrových kamenů (2009 rok)

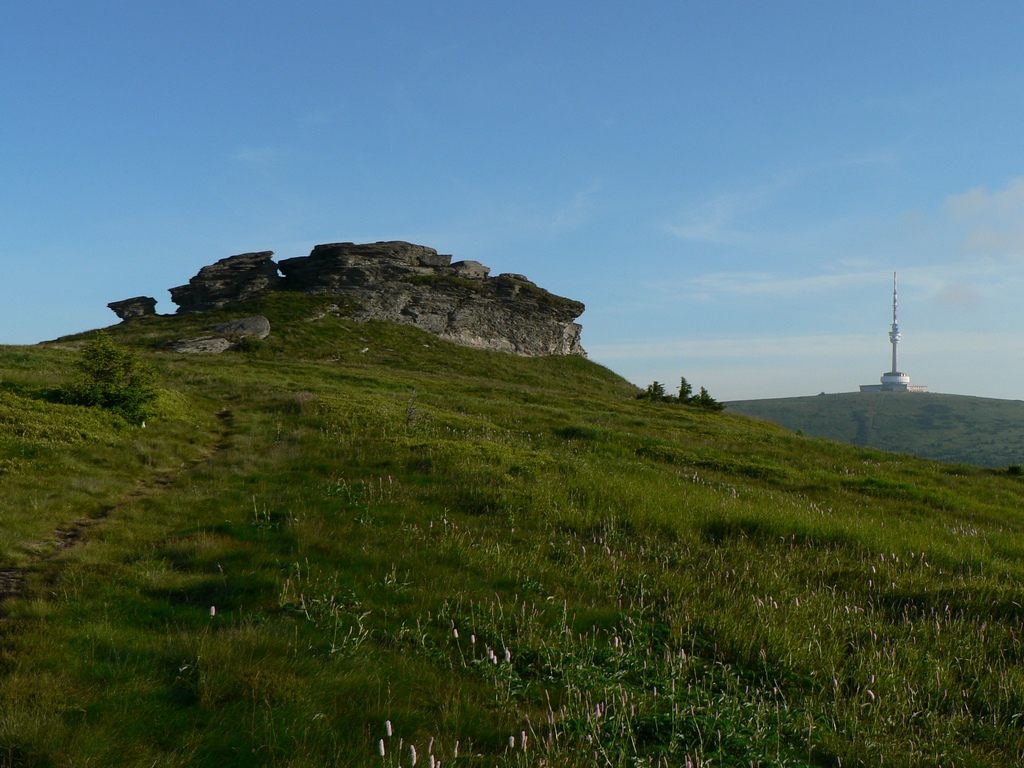
Widok z przełęczy Sedlo u Petrových kamenů na szczyty gór Petrovy kameny i Pradziad (2008 rok)

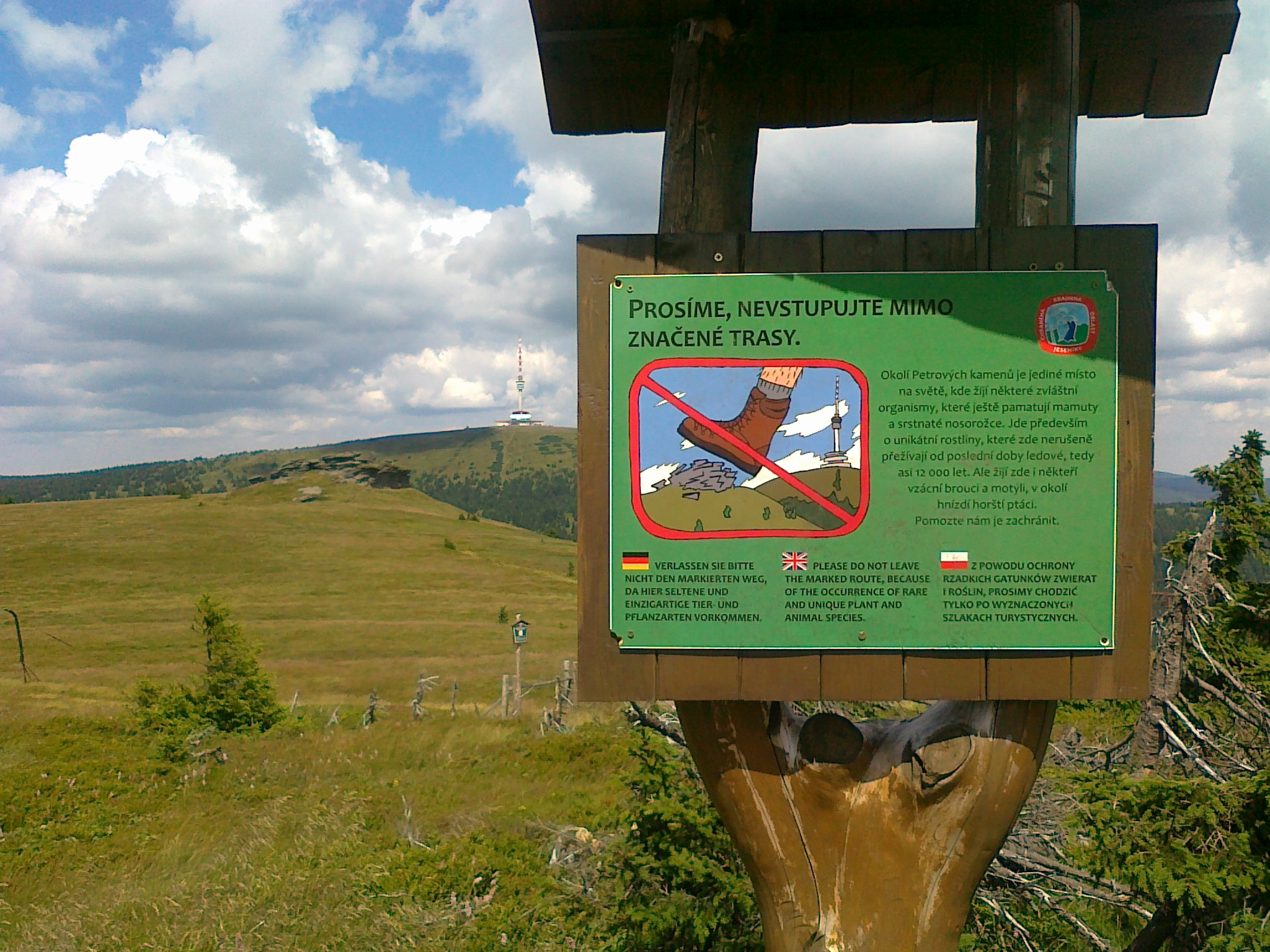
Czterojęzyczna tablica informacyjna o zakazie wstępu na szczyt Petrovy kameny przez przełęcz Sedlo u Petrových kamenů (2015 rok)

Przełęcz położona jest niemal w samym centrum całego pasma Wysokiego Jesionika, leżąca w części Wysokiego Jesionika, w środkowo-wschodnim obszarze mikroregionu o nazwie Masyw Pradziada (cz. Pradědská hornatina), przy grupie skalnej Petrovy kameny. Obszar przełęczy jest punktem widokowym na otaczające szczyty gór i pasma górskie w okresie jej ośnieżenia, natomiast w okresie mniej więcej od wiosny do jesieni, z uwagi na ochronę cennego ekosystemu przełęczy przebywanie na niej jest zabronione. Ostrzegają o tym specjalnie ustawione tablice przy wytyczonym szlaku turystycznym. Ponadto przez przełęcz przebiega droga wokół góry Petrovy kameny na trasie od skrzyżowania turystycznego Ovčárna (chata, bus), z podaną na tablicy informacyjnej wysokością 1302 m, do czerwonego szlaku turystycznego , która jest zagrodzona szlabanem (dostępna jedynie służbom leśnym). Od drogi tej biegnie orientacyjna ścieżka do szczytu Petrovy kameny. Niemal cały obszar przełęczy pokryty jest łąką wysokogórską. Na stoku zachodnim przełęczy występują niewielkie fragmenty obszaru pokrytego gruzem skalnym, natomiast na stoku wschodnim obszary pokryte kosodrzewiną. Na przełęczy nie ma punktu geodezyjnego z określoną wysokością. Na podstawie szczegółowej mapy Państwowego urzędu geodezyjnego o nazwie (cz. Český úřad zeměměřický a katastrální (CÚZK)) w Pradze punkt siodłowy przełęczy znajduje się blisko przebiegającej przez przełęcz ścieżki i ma wysokość 1431 m n.p.m. oraz współrzędne geograficzne (50°04′01,2″N 17°14′01,6″E/50,067000 17,233778).

## Wody
Grzbiet główny (grzebień) góry Pradziad, biegnący od przełęczy Skřítek do przełęczy Červenohorské sedlo oraz dalej do przełęczy Ramzovskiej (cz. Ramzovské sedlo) jest częścią granicy Wielkiego Europejskiego Działu Wodnego, dzielącej zlewiska Morza Bałtyckiego i Morza Czarnego.
Przełęcz położona jest na tej granicy, na zlewiskach Morza Bałtyckiego (dorzecze Odry) na stoku wschodnim oraz Morza Czarnego (dorzecze Dunaju) na stoku zachodnim. Ze stoku zachodniego bierze swój początek potok o nazwie Sviní potok.

## Ochrona przyrody
Cała przełęcz znajduje się w otoczeniu narodowego rezerwatu przyrody Praděd powstałego w 1991 roku o powierzchni około 2031 ha, z połączenia 6 odrębnych rezerwatów, w tym pobliskiego rezerwatu przyrody Petrovy kameny (→ Rezerwat przyrody Petrovy kameny), będącego częścią wydzielonego obszaru objętego ochroną o nazwie Obszar Chronionego Krajobrazu Jesioniki (cz. Chráněná krajinná oblast (CHKO) Jeseníky), a utworzonego w celu ochrony utworów skalnych, ziemnych i roślinnych oraz rzadkich gatunków zwierząt.
W celu ochrony unikalnego ekosystemu blisko przełęczy wyznaczono w 2009 roku wzdłuż grzbietu głównego góry Pradziad ścieżkę dydaktyczną (cz. Naučná stezka Po hřebenech – světem horských luk) o długości 12 km na odcinku:
 Ovčárna – Skřítek (z 12 stanowiskami obserwacyjnymi na trasie)

## Turystyka
W odległości około 600 m na północny wschód od przełęczy, przy drodze Hvězda – Pradziad, na stoku góry Petrovy kameny znajdują się hotele górskie: Ovčárna i Figura oraz schronisko Sabinka. Nieco dalej około 1,8 km na północ od przełęczy, na wieży Pradziad: hotel Praděd, około 1,1 km na północ od przełęczy schronisko Barborka i około 1,1 km na północny zachód od przełęczy hotel Kurzovní chata.
Ponadto w odległości około 750 m na północny zachód od przełęczy, blisko drogi Hvězda – Ovčárna znajduje się chata Finsterlovka. Nie ma ona jednak charakteru typowego schroniska turystycznego.

### Szlaki turystyczne i rowerowe
Klub Czeskich Turystów (cz. Klub Českých Turistů) w obrębie przełęczy wytyczył jeden szlak turystyczny na trasie:
 Červenohorské sedlo – góra Velký Klínovec – przełęcz Hřebenová – szczyt Výrovka – przełęcz Sedlo pod Malým Jezerníkem – szczyt Malý Jezerník – góra Velký Jezerník – przełęcz Sedlo Velký Jezerník – schronisko Švýcárna – góra Pradziad – przełęcz U Barborky – góra Petrovy kameny – Ovčárna – przełęcz Sedlo u Petrových kamenů – góra Vysoká hole – szczyt Vysoká hole–JZ – szczyt Kamzičník – góra Velký Máj – przełęcz Sedlo nad Malým kotlem – góra Jelení hřbet – Jelení studánka – przełęcz Sedlo pod Jelení studánkou – góra Jelenka – góra Ostružná – Rýmařov
Przez przełęcz nie przechodzi żaden szlak rowerowy.

### Trasy narciarskie
W okresach ośnieżenia wzdłuż czerwonego szlaku turystycznego , przebiega trasa narciarstwa biegowego o nazwie tzw. (cz. Jesenická magistrála).
Blisko przełęczy zlokalizowano cztery trasy narciarstwa zjazdowego o różnym stopniu trudności z dwoma wyciągami orczykowymi:
| Trasy narciarstwa zjazdowego z wyciągami z góry Vysoká hole |                    |                 |                     |                |                   |
| Lp.                                                         | Trasa i oznaczenie | Długość trasy m | Różnica wysokości m | Rodzaj wyciągu | Długość wyciągu m |
| 1                                                           | 1                  | 760             | 143                 | orczykowy      | 540               |
| 2                                                           | 2                  | 610             | 143                 | orczykowy      | 540               |
| 3                                                           | 3                  | 600             | 125                 | orczykowy      | 590               |
| 4                                                           | 4                  | 600             | 125                 | orczykowy      | 590               |